# Al Hubbard
Al Hubbard, född 1915, död 1984, var en amerikansk tecknare, främst känd för sitt arbete med Disneys serier, inklusive "Kalle Anka", "Piff och Puff", "Ludde", "Benjamin Syrsa", samt serieversionen av filmen "Djungelboken". Han var medskapare till Kalle Ankas Kusin Knase.

## Biografi
Al Hubbard började som mellantecknare hos Walt Disney 1937. Han lämnade studion efter den stora strejken 1941 och började ägna sig åt serieteckning och djurillustrationer. Mellan 1948 och 1951 delade han ateljé med Hubie Karp, Jim Davis och Jack Bradbury.
Under 1950-talet fick han arbete hos Dell Publications och blev kvar i företaget under hela 1960- och 1970-talet. Här arbetade han med licensierade figurer från MGM ("Tom & Jerry", "Spike & Tyke", "Andy Hardy"), Warner Bros ("Sylvester", "Mary Jane & Sniffles ") och Walter Lantz ("Andy Panda" ), mest känd har han dock blivit för sina Disneyserier. 
Hubbard använde sig ofta och gärna av "Benjamin Syrsa", från filmen "Pinocchio", i sina Disneyserier. Utmärkande för Hubbard var hans förmåga att teckna djur, hans kanske största framgång blev serien Ludde; son till filmens "Lady och Lufsen". Han fick också arbeta med flera serieversioner av Disneyfilmer, till exempel "Lady och Lufsen", "Djungelboken", "Aristocats" och "Peter Pan". Dessutom tecknade han Disneyfigurer för målarböcker och barnböcker. 1963 lät han och författaren Dick Kinney en ny anka flytta in i Ankeborg; Kusin Knase.

## Seriebiografi
- Editorial Art Syndicate/Sangor Shop 1940-talet: Serietidningstecknare för Standard Comics, Creston och D.C./National ("Supermouse", "Starlet O'Hara", "Bungle of the Jungle", "Tito" mfl.).
- Western Publishing: Tecknare av serietidningsserier från 1951 till slutet av 1970-talet.
  - Teckningar för serier med figurer från MGM ("Tom & Jerry", "Spike & Tyke")
  - Teckningar för serier med figurer från Warner Brothers ("Sylvester", "Mary Jane & Sniffles")
  - Teckningar för serier med figurer från Walter Lantz ("Andy Panda").
  - Teckningar för disneyserier
- Disney Studios: 
  - Tecknade serietidningsserier avsedda för marknader utanför USA 1963–1977
  - Tuschare för Al Taliaferro på "Kalle Anka" mars till juni 1965.
  - Designer och reklamtecknare för div. disneyprodukter under 1970-talet.

## Publicering på svenska (urval)
- Peter Pan, Walt Disney's serier 1953.
- Lady och Lufsen, Walt Disney's Serier 1/56.
- Pongo och de 101 dalmantinerna, Walt Disney's Serier 3/62.
- Djungelboken, Walt Disney's Serier 1/69.
- Törnrosa, Walt Disney's Serier 1/70.
- Aristocats, Walt Disney's Serier 1,5/72